# Tidiga fylldblommiga tulpaner
Tidiga fylldblommiga tulpaner (Tulipa ×gesneriana Tidiga Fylldblommiga Gruppen) är en grupp i familjen liljeväxter som omfattar fylldblommiga, tidigt blommande sorter. Gruppen är ingen systematisk enhet och flera sorter är mutationer av sorter i andra grupper. De motsvaras av den internationella division 11 - Double Late tulips. Ungefär 200 sorter har registrerats.

## Sorter
- 'Abba'
- 'Aga Kahn'
- 'Alice Leclercq'
- 'Annie'
- 'Anthony Eden'
- 'Blue Diamond'
- 'Boule de Neige'
- 'Bruno Liljefors'
- 'Caliph of Bagdad'
- 'Cardinal Mindszenty'
- 'Carlton'
- 'Cilesta'
- 'Couronne d'Or'
- 'Dante'
- 'David Teniers'
- 'Double Price'
- 'Electra'
- 'El Toreador'
- 'Evita'
- 'Goya'
- 'Holland Family'
- 'Imperator Rubrorum'
- 'Jan Vermeer'
- 'Lac van Haarlem'
- 'Largo'
- 'Lord Beaconsfield'
- 'Maréchal Niel'
- 'Margarita'
- 'Marquette'
- 'Mme van Zanten'
- 'Mondial'
- 'Monsella'
- 'Monte Beau'
- 'Monte Carlo'
- 'Montreux'
- 'Morning Glow'
- 'Mr Van der Hoef'
- 'Murillo'
- 'Murillo Maxima'
- 'Oranje Nassau'
- 'Oscar Haberer'
- 'Paul Crampel'
- 'Peach Blossom'
- 'Prince of Sanseviero'
- 'Queen of Marvel'
- 'Red Blossom'
- 'Rembrandt'
- 'Rex Rubrorum', 1830
- 'Rheingold'
- 'Rubra Maxima'
- 'Salmonetta'
- 'Salvator Rosa', Leembruggen 1860
- 'Scarlet Cardinal'
- 'Schoonoord'
- 'Stockholm'
- 'Sungleam'
- 'Sven Dahlman'
- 'Theeroos'
- 'Titian', Leembruggen 1860
- 'Toreador'
- 'Tournesol Red and Yellow', 1769
- 'Triumphator'
- 'Verona'
- 'White Murillo'
- 'Viking'
- 'Wilhelm Kordes'
- 'Willem III'
- 'Willemsoord'
- 'Willem van Oranje'
- 'Vuurbaak'
- 'Yellow Baby'

### Webbkällor
”Elegant Tulip Bulbs”. www.elegant-tulip-bulbs.com. 2005–2007. http://www.elegant-tulip-bulbs.com/. Läst 29 juli 2009.